# پوککاوا
پوککاوا (به لاتین: Pukekawa) یک منطقهٔ مسکونی در نیوزیلند است که در وایکاتو واقع شده‌است.